# Sognefjord
Il Sognefjord è il più lungo fiordo della Norvegia e il secondo al mondo dopo Scoresby Sund in Groenlandia.

## Descrizione

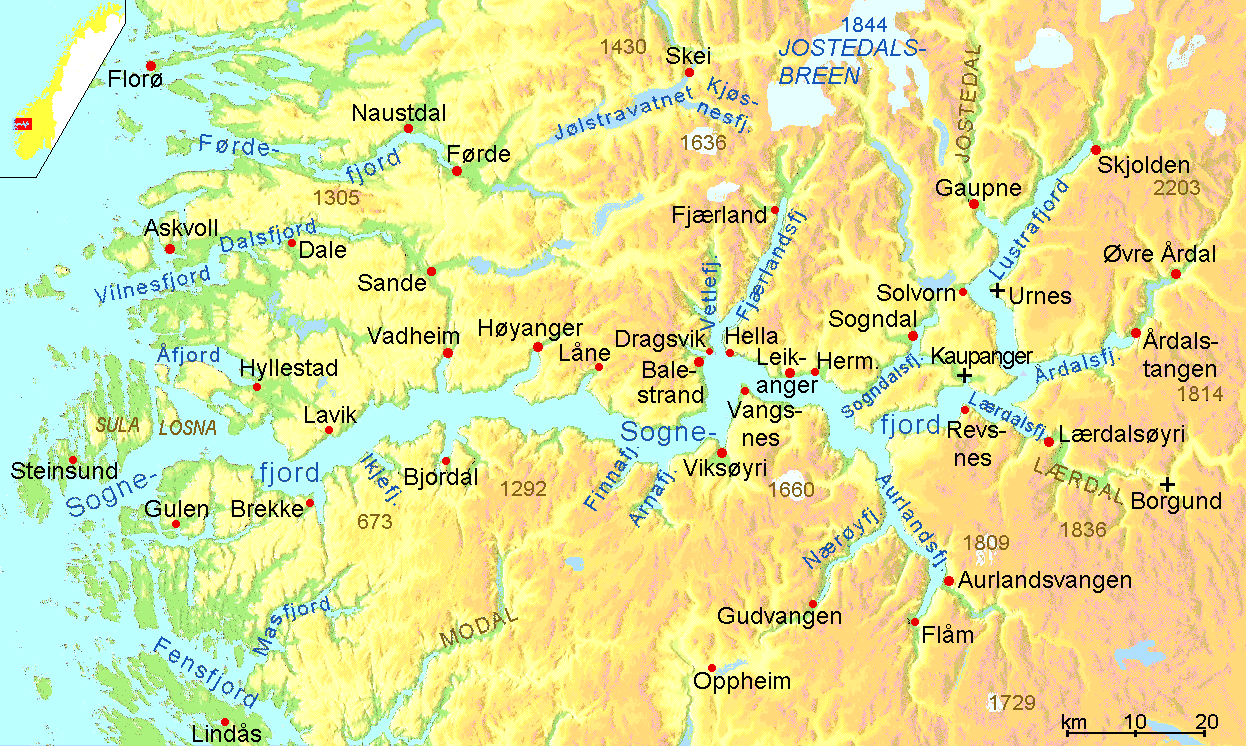
Il Sognefjord; le croci nere indicano le stavkirke (le chiesette in legno), le zone bianche i ghiacciai.

Si estende per 204 km, è caratterizzato dalla natura incontaminata, dalle montagne e dalle cascate. Si trova vicino a una delle città principali del paese, Bergen, nella contea di Vestland. Il turismo è molto attivo durante il periodo estivo, mentre nell'inverno tutto è coperto dalla neve.
Le sue montagne ospitano il ghiacciaio di Jostedalsbreen, che con una superficie di 487 km2 è il più grande d'Europa sulla terraferma. Oltre al ghiacciaio vi è il Parco nazionale Jotunheimen, situato tra alte montagne come lo Store Skagastølstind, (2.405 m). Numerose sono anche le cascate, ad esempio quella di Årdal, 275 m.
Caratteristica delle cittadine del Sognefjord sono le stavkirke, le tipiche chiese costruite con pali di legno, come quelle di Borgrund, Vik e Kaupanger, tutte risalenti ai secoli XI e XII. Tra le chiese importanti vanno ricordate quella di Luster, compresa nella lista del patrimonio dell'umanità dell'UNESCO, e quella di Undredal, la più piccola della Scandinavia (40 posti).
Nel fiordo, grazie alle dinamiche di riscaldamento globale, vi è da qualche anno un vigneto  di 2700 viti da vino che è il più a Nord nell'emisfero settentrionale.

## Diramazioni
Dal fiordo principale si diramano alcuni bracci minori:
- Sognesjøen (alla bocca del fiordo), lungo 35 km
- Lifjorden, 6 km
- Høyangsfjord, 8 km
- Arnafjord, 8 km
- Esefjord, 4 km
- Fjærlandsfjord, 27 km
- Sogndalsfjord,  21 km
- Aurlandsfjord,  29 km
- Nærøyfjord (considerato Patrimonio dell'umanità dall'UNESCO), 18 km
- Lærdalsfjord, 9 km
- Årdalsfjord, 16 km
- Lustrafjord (il più interno), 42 km